# Alister Walker
Pour les articles homonymes, voir Walker.
Alister Walker, est un joueur professionnel de squash né le 19 septembre 1982 à Gaborone au Botswana. Il concourt successivement sous les couleurs anglaises et sous celles du Botswana qu'il porte actuellement. En septembre 2009, il atteint la douzième position dans le classement mondial, son meilleur classement.

## Palmarès

### Titres
- Open de Charlottesville : 2014
- Grasshopper Cup : 2013
- Open de Pittsburgh : 2011
- Open de Dayton : 2011
- Championnats d'Europe par équipes : 2009

### Finales
- Open de Pittsburgh : 2014
- Open de Dayton : 2012